# Glacier de Ferpècle
Le glacier de Ferpècle est un glacier des Alpes s'épanchant en Suisse dans le canton du Valais.

## Géographie
Le glacier prend sa source au col d'Hérens, au nord-est de la Tête Blanche. Il s'épanche en direction du nord entre le mont Miné à l'ouest et la dent Blanche à l'est. Au nord du mont Miné ses eaux de fontes donnent naissance à la Borgne de Ferpècle qui est un affluent de la Borgne (elle-même affluent du Rhône).